# Polyméthylpentène
Le polyméthylpentène (de sigle PMP ou TPX) est un polymère thermoplastique de la famille des polyoléfines. Son nom dans la nomenclature IUPAC est poly(4-méthylpent-1-ène).

## Fabrication
Il résulte de la polyaddition du monomère 4-méthylpent-1-ène (numéro CAS 691-37-2) avec catalyse de Ziegler-Natta. Les produits disponibles dans le commerce sont généralement des copolymères. Ils peuvent être extrudés et moulés par moulage par injection ou par moulage par soufflage.

## Propriétés physiques

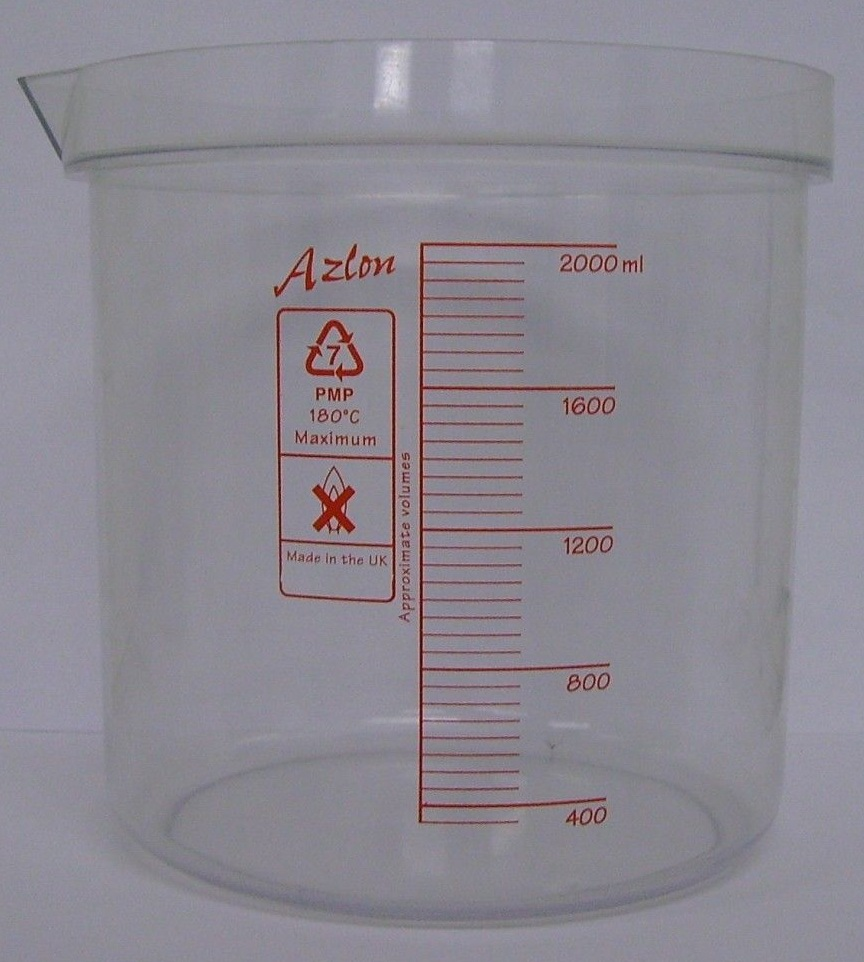
Bécher en PMP, transparent et résistant jusqu'à

À température ambiante, il est parfaitement transparent (bien qu'il soit semi-cristallin) et très perméable aux gaz.<
Il est hydrophobe, autoclavable à 135 °C et résiste pendant une courte durée à une température d'environ 175 °C (dépend des grades disponibles). Le PMP se classe parmi les polymères thermoplastiques les plus thermostables.
Sa température de fusion est élevée, de 230 à 240 °C.
Sa densité, de 0,83, est la plus faible des polymères thermoplastiques.
Sa rigidité est similaire au polypropylène (PP).
Sa résistance à l'oxydation est inférieure à celle du PE. On doit donc lui incorporer des additifs antioxydants.

## Applications
Il est couramment utilisé pour le matériel médical et de laboratoire, mais aussi en cuisine ou pour des composants électroniques.

## Production industrielle
Le polyméthylpentène a été introduit en 1965 (sous le nom TPX) et commercialisé en 1969 (sous le nom XT) par ICI ; il a été commercialisé en 1973 par Mitsui Petrochemical
,.

La production du polyméthylpentène a atteint le niveau industriel. Son prix est plus élevé que celui des autres polyoléfines courantes (PE et PP).